# Заштићена подручја Камеруна
Многа заштићена подручја у Камеруну су и даље у првобитном стању, углавном зато што у је туризам слабије развијен него у осталим афричким државама. Према статистикама, од 1932. до 1960. године било је десет заштићених подручја. Шест заштићених подручја је додато у периоду од 1960. до 1980. године, још пет између 1980. и 2004. године, а осам заштићених подручја се разматрају у оквиру коначног процеса одобравања.

## Национални паркови
У Камеруну постоји десет области које су проглађене националним парковима: Бенуе, Боуба њида, Боумба бек, Кампо, Фаро, Коруп, Лубеке, Нки, Камамалу и Национални парк Ваза.

### Национални парк Бенуе
Национални парк Бенуе првобитно је основан као животињски резерват 1932. године, статус националног парка добио је 1968. године, а 1981. године увршћен је у оквиру програма Човек и биосфера. Подручје парка налази се у појасу бенуе савана, у пределу кишних шума. Парк заузима површину од 1800 km², а кроз њега протиче река Бенуе у дужини од 100 km и чини источну границу парка. Парк је смештен у североистичном делу Камеруна у Бенуе региону. Простире се кроз појасе савана и влажна подручја шума са саванама између градова Гаруа и Нгаундере на југу. У оквиру парка налази се река река Бенуе која тече ка источној граници. Парк се налази на надморској висина између 250 и 760 м. Највиши предели обухватају велике камене масиве, док су најнижи делови равнице и шуме. Осам ловних резерви окружују парк, које су површине 520,378 хектара.
У парку се налази малао популација од 30 камерунских лавова. Слонови, пегаве хијене, мочварне антилопе и мајмуни, такође су присутни у парку.
У парку су доминантни велики копитари као што су антилопа, коб антилопа, Alcelaphus buselaphus major, мочварна антилопа и афрички биво.
Афрички дивљи пас је такође присутан у парку, а овај национали парк познат је и по колонијама нилских коња.
Заједно са нилским коњима у речним пределима парка живе и крокодили. На простору парка забележено је 306 различитих врста птица.

### Национални парк Боуба њида
Национални парк Боуба Њида покрива површину од 220.000 хектара, Првобитно је основан као резерват природе 1932. године, а статус националног парка добио је 1980. године. Парк се протеже кроз предео савана, а просечна надморска висина варира између 251 и 864 м. Годишње падавине у парку крећу су 1082 mm. Подручје парка настањује афрички дивљи пас који је угрожена врста, а забележено је да их у овом парку има 60, што им је поред још два парка једино уточиште у Камеруну. На простору парка пописане су 23 врсте антилопа.
Лов на слонове постао је велики проблем у очувању популације афричког слона. Ловци највише долазе из Судана, преко границе са Чадом. Године 2012. издат је извештај да је у парку убијено скоро 450 слонова, од укупно 600, колико их настањује овај национални парк. Да би спречили нестанак слонова на овом подручју, власти Камеруна лете хеликоптерима изван парка и са 600 војника чувају слонове.

### Национални парк Боумба бек
Национални парк Боумба Бек покрива површину од 210.000 хектара. Парк је 1995. године добио статус основне заштитне зоне, а 17. октобра 2005. године проглашен је националним парком. Кроз парк протичу реке Боумба и Бек, по којима је парк и добио име. Стациониран је у југоистичном делу Камеруна.
Боумба бек има тропску климу, а температуре се крећу од 23.1 до 25 °C, просечна температура је 24 °C. Влажност у парку варира од 60 до 90%, а годишње има 1500 mm падавина. Парк је богат биљних и животињским светом, састоји се од зимзелених равничарских и кишних шума. Постоји крдо слонова у парку, које је пријављено као једно од највећих у Камеруну и Африци. Међутим кријумчарење слонова и лов на друге дивљачи доста је угрозило и смањило популације које настањују парк. Пописано је да у рекама парка живи 300 врста риба. Парк настањује и угрожена врста горила и 280 врста птица, укључујући ретку врсту Bradypterus grandis.

### Национални парк Кампо
Национални парк Кампо покрива заузима површину од 264,064 хектара и основан је 2000. године. Као резерват природе основан је 1932. године, статус животињског резерват добио је 1980. године, да би 2000. године постао национални парк. Подручје парка обухвата пределе за сечу, агро-шумарску зону и агроиндустријску зону. Биодиверзитет овог подручја има широк спектар врста биљака и животиња, укључујући неколико ендемских врста. Пријављено је 87 врста сисара укључујући и слонове, гориле, шимпанзе, нилске коње, џиновске љускавце, црне колобусе, мандриле и леопарде. Пописано је 127 врста гмизавца и 250 врста риба. Кампо је битно подручје за птичји свет, како за птице које настањују парк, тако и за птице селице, које долазе у овој парк.

### Национални парк Фаро
Национални парк Фаро покрива површину од 330.000 хектара. Првобитно је био резерват од 1947. године, а постао национални парк 1968. године. Простире се кроз подручје суданских савана, а налази на надморској висини између 250 и 500 м. Близу је нигеријске границе, окружен са источне стране ловним стаништвима. Пописано је 243 врсте биљака, са више ендемских врста. Парк је дом за гепарде, слонове и колоније нилских коња, а настањивали су га и последњи примерци западних подврста црног носорога, врсте које се данас сматра изумрлом. Пописан је велики број сисара, укљчујући врсте Taurotragus derbianus и Damaliscus lunatus korrigum.

### Национални парк Коруп
Национални парк Коруп покрива површину од 126.000 хектара. Простор парка првобитно је основан као природни резерват 1962. године, а од 1982. године је национални парк. Коруп је стациониран на западној граници Камеруна. Његово станиште обухвата кишне шуме која је биолошки разноврсна. На простору парка налазе се и мочварне шуме, као и мале површине секундарних шума. Просечне годишње падавине прелазе 5000 mm а просечна температура је 27 °C, са просечном влажношћу од 86%. Предео је богат биљним и животињским врстама, као и гљивама. Пописано је 400 врста дрвећа, укључујући врсте као што су Ectomycorrhiza и Caesalpinioideae. У истраћивању парка пронађено је 76 врста гљива. У парку је пописано и 480 врста биљака, као и 400 врста птица, 82 врсте гмизавца, 92 врсте водоземаца и око 1000 врста лептира. Воде парка настањује 130 различитих врста риба, а сисара је преко 160 врста.

### Национални парк Лубеке
Национални парк Лубеке покрива површину од 2178 km². налази у североисточном делу Камеруна у Молондоу дистрикту у Источној провинцији. Стациониран је у басену реке Конго, док се на истоку граничи са реком Сангха, која служи као граница између Камеруна, Централноафричке Републике и Републике Конго. Северозападно од парка налази се Бонго Бек национални парк.
Лубеке је претежно полу-зимзелена шума, али ипак већи део предела парка нису пописани по врстама. Шуму карактерише огромна разноврсност биљака. Најраспрострањеније биљке укључују Sterculiaceae (Triplochiton, Pterygota), Ceiba pentandra и Terminalia superba. У парку су такође настањене Marantaceae и Zingiberaceae Ebenaceae и Annonaceae. На простору парка постоји више од 300 врста биљака.
Од животиња, у парку је настањен шумски слон и западно низијска горила, Лубеке представља њихово најгушће насељено станиште у читавој Африци. Друге животиње укључују примате као што су шимпанзе, гориле, леопарде, као и десет врста шумских копитара. Поред сисара, по попису парк настањује 215 врста лептира, 134 врсте риба, 18 врста гмизаваца и 16 врста водоземаца.
Лубеке представља битну регију за птичији свет. Преко 300 врста птица је пописано на овом подручју, укључујући врсте Treron calvus, Buceros rhinoceros, Chrysococcyx flavigularis, Otus icterorhynchus и Halcyon badia.
Лубеке представља битну регију за птичији свет. Преко 300 врста птица је пописано на овом подручју, укључујући врсте Treron calvus, Buceros rhinoceros, Chrysococcyx flavigularis, Otus icterorhynchus и Halcyon badia.

### Национални парк Нки
Национални парк Нки налази се на југоистичном делу Камеруна, на граници са Конгом. Парк заузима површину 3,093 km², а основан је 17. октобра 2005. године. Кроз парк протиче река Ђа а у њему доминира полу-зимзелена шума, док затворене зимзелене шуме расту у вишим пределима националног парка. Просечна надморска висина у парку креће се између 350 и 650 м. Шуме парка остале су нетакнуте, па зато парк називају још и последњом истинском дивљном. Сисари пописани на простору парк аукључују врсте Myosciurus pumilio, Hylochoerus meinertzhageni, Loxodonta africana, Gorilla gorilla, Pan troglodytes, афричког шумског слона, шимпанзе и антилопе. Забележено је 265 врста птица укључујући врсте Glaucidium capense, Caprimulgus batesi, binotatus и Stiphrornis erythrothorax.

### Национални парк Ваза
Национални парк Ваза је национални парк у Логон и Шари регији, у Крајњесеверном региону Камеруна. Основан је 1943. године као ловачки резерват, а обухвата површину од 1700 km². Статус националног парка добио је 1968. године и постао део УНЕСКО програма Човек и биосфера, 1979. године.
Парк је стациониран у близини града Ваза на западу, границе са Нигеријом, док је од Чада удаљен само 10 km. Најниже тачке парка налазе се на 300–320 m надморске висине, док су највише тачке до 500 m висине, близу села Ваза. Тоографија парка је уопштено равна. У западном делу парка налазе се пешчане дине, које указују на то да је у прошлости на овом подручју била пустиња. Овај простор у историји био је прекривен језером Чад.
Класификација земљишта се састоји од копнених крајолика у висини од 88%, а парк има 7% земљишта грмља и 5% травњака.
Клима је углавном степска, јер просечне годишње количине падавина су само 700 милиметара. Кишни месеци су од јуна до октобра, а сушна сезона је од новембра до маја, а понекад може почети већ у октобру. Средња годишња температура је 28 °C. Најтоплији месец је децембар са средњом месечном минималном температуром од 16 °C и највишом 33 °C. У априлу, непосредно пре почетка кишне сезоне, средњи месечни минимум је 21 °C, а максимум је 41 °C.
Због очувања парка и његовог биодиверзитета изграђен је шлан за управљање 1997. године, први ове врсте у Камеруну.
Популација сисара у парку је једна од највећих у централном делу западне Африке. Постоји 30 врста сисара у парку, укључујући црвеночелу газелу чија је популација у порасту. У оквиру парка налази се и афрички слон. У оквиру парка настањени су и лавови, међутим постоји их само 14—21 примерак. Овај парк дом је највеће популације кардофанских жирафа.
На простору парка налази се коб антилопа, којих је било 5000 више деведесетих година у поређењу са осамдесетим годинама, када је врста на овом простору доживела драстичан пад. Парк настањују и унгулатни сисари као што су коњска антилопа и Phacochoerus. Остале врсте које настањују парк су нојеви, хартбист, топи антилопа, маслинасти павијан, патас, леопард, гепард, афрички мравојед и многе ноћне животиње.
Водоземци у парку укључују жабе Kassina wazae и Bufo wazae
У оквиру парка пописано је 379 врста птица укључујући мраморку, патку њорку, црног орла, чапљу говедарицу, ноја и многе друге. У парку постоји више од 20.000 птица водарица.

## Биосфера
Заштићена подручја покривају 28.104 km², од чега је 22.784 km² део граничног заштићеног подручја. Заштићена подручја обухватају Ниске шуме реке Ђа (5,260 km²) са кордорима који повезују заштићена подручја Бенуе, Боуба њида, Боумба бек, Кампо, Фаро, Коруп, Лубеке, Нки, Камамалу и Национални парк Ваза.

## Животињски резерват Ђа
Животињски резерват Ђа основан је 1950. године. Унеско га је прогласио за Светску баштину 1987. године због разноликих врста присутних у резервату. Налази се на граници Камеруна, а 1981. године проглашен је резерватом за биосферу у оквиру програма Унеско Човек и биосфера. Површине је 526.000 хектара и налази се на надморској висини између 400 и 800 м, са просечним годишњим падавинама око 1570 mm. На простору резерват налазе се густе кишне шуме и састави су део басена Конга. Пописано је нако највећи и најбогатији пашњак у Африци, са 90% очуваног терена, које је тешко доступан.
У резервату је пописани више од 1500 биљних врста, преко 107 сисара, укључујући пет угрожених врста и 320 врста птица. Постоји 43 различите врсте дрвећа, а резерват је познат по великом броју врста примата као што су западна горила и шимпанза којих укупно има више од 4000. Организација за проучавање птица BirdLife International, прогласила је овај резерват битним за птице 1993. године, где је пописала више од 349 резидентних врста и 80 врста селица. Врста Ploceus batesi која настањује парк је ендемична за јужни Камерун, као и афрички сиви папагај. Ретке врсте укључују две врсте гуштера, врсту крокодила Crocodylus cataphractus и многе друге животиње. У водама резервата пописано је 60 врста риба, а само једна је ендемична за подручје.

## Дуала Едеа животињски резерват
Дуала Едеа животињски резерват стациниран је у Литорал рејону, дуж обале реке Биафра, насупрот острва Биоко. Резерват је основан 1932. године, а од 2000. године покрива површину од 160.000 хектара. Статус резерве за дивљач добио је 1971. године, заједно са језером Тисонго и лагуном која поверује јужну обалу. Тропске равничарске шуме заузимају 80% резервата, а на том простору пописани су слонови, примати (црни колобус), антилопе, док воде резервата настањују морске корњаче, делфини, крокодили, мноштво риба и копнене и водене птице. Угрожена врста црвеноухи гвенон пописана је на подручју резервата, али је њихов број смањен последњих година због лова.

## Историјат
Прво заштићено подручје Камеруна у северном делу земље основано је 1932. године под француском колонијалном администрацијом. Прва основана шумска резерват био је резерват Мозого Гокоро, основан 12. јуна 1932. године, друга Бенуе 19. новембра 1932. године, трећа резерват Ваза основана 24. марта 1934. године, а она је покривала површину од 155.000 хектара, да би била проширена 1935. године и покривал 165.000 хектара. До 1975. године постојало је 9 заштићених подручја у земљи. После Земаљског самита у Рио де Жанеиру 1992. године, број заштићених подручја на простору Камеруна је значајно порастао и био једнако распорођен у свих његових девет покрајина, у веома различитим топографски, климатским и биолошким условима. Постоји 20 заштићених резерви, које укључују националне паркове, зоолошке вртове и резервате шума.